# Beaussault
Beaussault är en kommun i departementet Seine-Maritime i regionen Normandie i norra Frankrike. Kommunen ligger i kantonen Forges-les-Eaux som tillhör arrondissementet Dieppe. År 2022 hade Beaussault 411 invånare.

## Befolkningsutveckling
Antalet invånare i kommunen Beaussault
| Referens: INSEE |